# Thomas Hall (canoista)
Thomas Hall (Montréal, 21 febbraio 1982) è un canoista canadese, vincitore della medaglia di bronzo ai Giochi Olimpici di Pechino 2008 nel C1 1000m.

## Palmarès
- Olimpiadi

Pechino 2008: bronzo nel C1 1000m.
- Mondiali

2006 - Seghedino: argento nel C4 1000m.
- Giochi panamericani

2003 - Santo Domingo: oro nel C1 1000m e bronzo nel C1 500m.